# سكوت كرامر
سكوت كرامر (بالإنجليزية: Scott Cramer)‏ هو متزلج فني أمريكي، ولد في 18 أغسطس 1958 في روتشستر في الولايات المتحدة.